# La Mariée aux cheveux blancs 2
Série
La Mariée aux cheveux blancs
(1993)
Pour plus de détails, voir Fiche technique et Distribution.
La Mariée aux cheveux blancs 2 (chinois traditionnel : 白髮魔女傳2) est un film Hongkongais réalisé par David Wu de 1993. il est la suite de La Mariée aux cheveux blancs.

## Fiche technique
- Titre : La Mariée aux cheveux blancs 2
- Titre original : 白髮魔女2 (Bak fat moh lui zyun II)
- Réalisation : David Wu
- Scénario : David Wu et Ronny Yu
- Photographie : Joe Chan Kwong-hung
- Montage : David Wu
- Production : Ronny Yu
- Société de production : Mandarin Films Distribution et Yes Pictures
- Pays d'origine :  Hong Kong
- Genre : Actionet fantastique
- Durée : 80 minutes
- Dates de sortie : 
  -  Hong Kong : 22 décembre 1993

## Distribution
- Brigitte Lin : Lian Nichang
- Leslie Cheung : Zhuo Yi-hang
- Christy Chung : Moon
- Kit Ying Lam : Ho Lu Hua
- Eddy Ko : Général Wu San-Kuei
- Lok Lam Law : Pai Yun
- Fong Pao : Maître Tzu Yang
- Elaine Lui : Gei Mou-Seung, femme (caméo)
- Francis Ng : Gei Mou-Seung, homme (caméo)

## Voir également